# Valborg Geyron
Ingeborg Valborg Märta Vendela Johnsson, känd under flicknamnet Valborg Geyron, född 6 mars 1903 i Storkyrkoförsamlingen i Stockholm, död 4 maj 1992 i Hedvig Eleonora församling i Stockholm, var en svensk dansös och skådespelare. Under 1920-talet spelade hon tre små roller på Dramaten. Geyron var mellan 1922 och 1930 gift med revykungen Karl Gerhard. Tillsammans hade de sonen Per Gerhard.

## Teater

### Roller
| År   | Roll             | Produktion                      | Regi         | Teater   |
| ---- | ---------------- | ------------------------------- | ------------ | -------- |
| 1920 | Sascha           | Markis von Keith Frank Wedekind | Karl Hedberg | Dramaten |
| 1921 | Den förtrogna    | Elektra Hugo von Hofmannsthal   | Tor Hedberg  | Dramaten |
| 1921 | En tjänsteflicka | Porträttet Karl Sloboda         | Karl Hedberg | Dramaten |